# Musikjahr 1910
Liste der Musikjahre

◄◄ | ◄ | 1906 | 1907 | 1908 | 1909 | Musikjahr 1910 | 1911 | 1912 | 1913 | 1914 | ► | ►►

Weitere Ereignisse
Dieser Artikel behandelt das Musikjahr 1910.

## Ereignisse

### Hörfunk
- 13. Januar: Aus der Metropolitan Opera in New York City gibt es die erste Opernübertragung in der Geschichte des Hörfunks, bei der auch Enrico Carusos Stimme ertönt.

### Uraufführungen

#### Ballett
- 25. Juni: Aufgeführt von Sergei Pawlowitsch Djagilews Ballets Russes hat in Paris Igor Strawinskys Ballett L’Oiseau de feu (Der Feuervogel) mit dem Dirigenten Gabriel Pierné Premiere. Das Libretto von Michel Fokine basiert auf zwei russischen Volksmärchen. Das Stück wird der erste Erfolg des Komponisten.

#### Instrumentalmusik
- 14. Januar: Die Drei Klavierstücke op. 11 von Arnold Schönberg werden in Wien uraufgeführt.
- 20. April: Uraufführung von Ma mère l’oye in der Fassung für zwei Klaviere in Paris durch Jeanne Leleu und Geneviève Durony.
- 06. September: Die Uraufführung der Fantasia on a Theme by Thomas Tallis von Ralph Vaughan Williams findet in der Gloucester Cathedral beim Three Choirs Festival unter der Leitung des Komponisten statt.

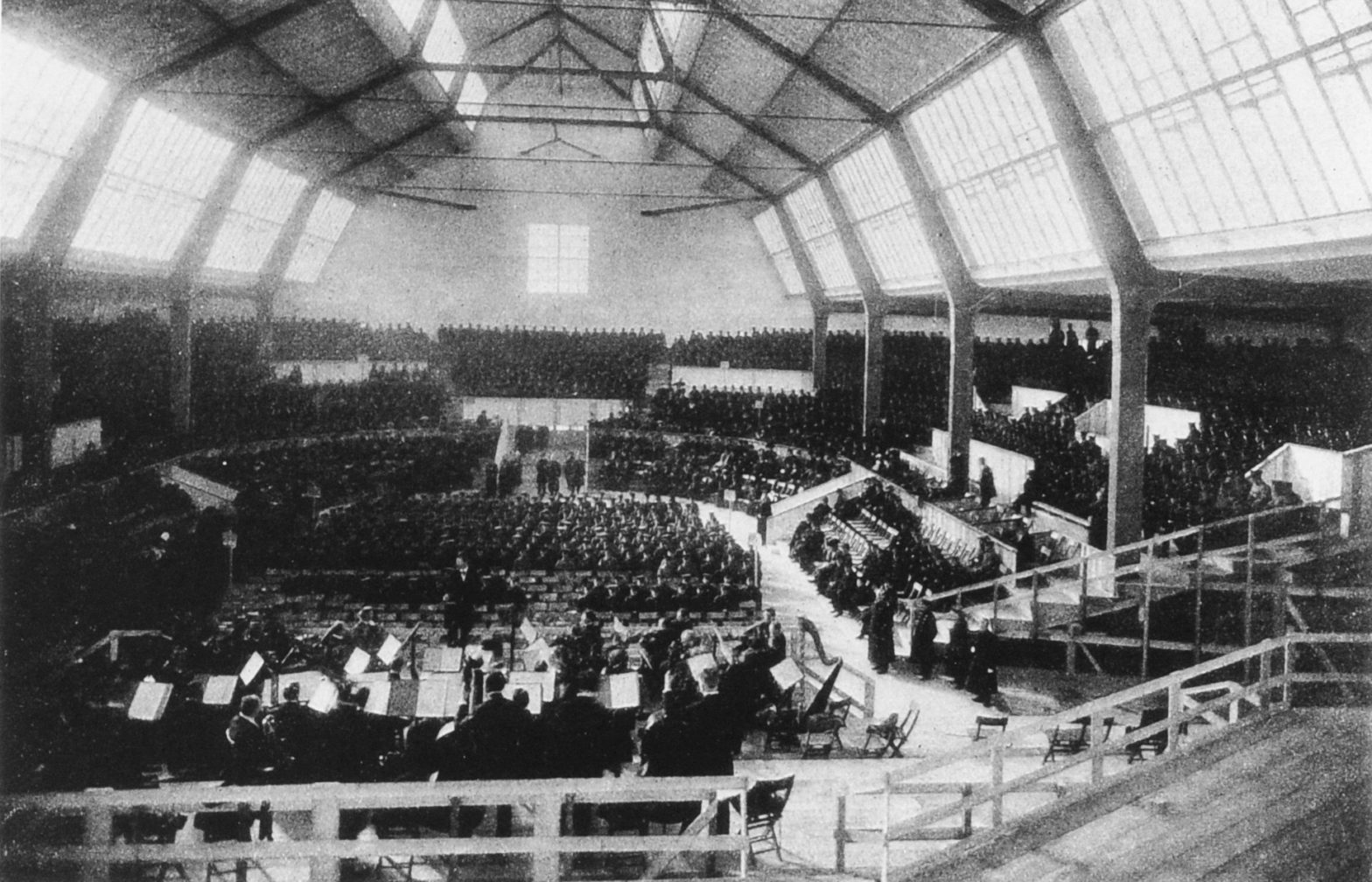
Probe zur Uraufführung von Mahlers 8. Symphonie

- 12. September: In München findet – dirigiert vom Komponisten – die Uraufführung der 8. Sinfonie von Gustav Mahler (Sinfonie der Tausend) statt.
- Alban Berg: Sonate für Klavier op. 1
- Max Bruch: Acht Stücke für Klarinette, Viola und Klavier op. 83

#### Lied
- 14. Januar: Die Uraufführung der George-Lieder op. 15 von Arnold Schönberg nach Gedichten von Stefan George erfolgt in Wien.

#### Oper
- 19. Februar: Eine der letzten Opern von Jules Massenet, Don Quichotte mit dem Libretto von Henri Cain nach dem Roman Don Quijote von Miguel de Cervantes, wird mit Fjodor Iwanowitsch Schaljapin in der Titelrolle in Monte Carlo uraufgeführt. Die Oper hat von Beginn an großen Erfolg und wird bald in ganz Europa aufgeführt.
- 27. Februar: Am Mariinski-Theater in Sankt Petersburg wird die Oper Die Hauptmannstochter von César Cui uraufgeführt.
- 17. März: Uraufführung der Oper in einem Akt Mese mariano von Umberto Giordano (Musik) mit einem Libretto von Salvatore Di Giacomo im Teatro Massimo in Palermo.
- 18. September: Die Uraufführung der Oper Liebelei von Franz Neumann erfolgt in Frankfurt am Main.
- 20. November: Die Uraufführung der Oper Semirama von Ottorino Respighi findet in Bologna statt.
- 30. November: In Paris erfolgt die Uraufführung der Oper Macbeth von Ernest Bloch mit einem französischen Libretto von Edmond Fleg an der Opéra-Comique. Das Werk wird – zum Teil aufgrund antisemitischer Stimmungsmache – vom Publikum gemischt aufgenommen.
- 02. Dezember: Die Oper Kleider machen Leute von Alexander von Zemlonsky wird in der Volksoper in Wien uraufgeführt.

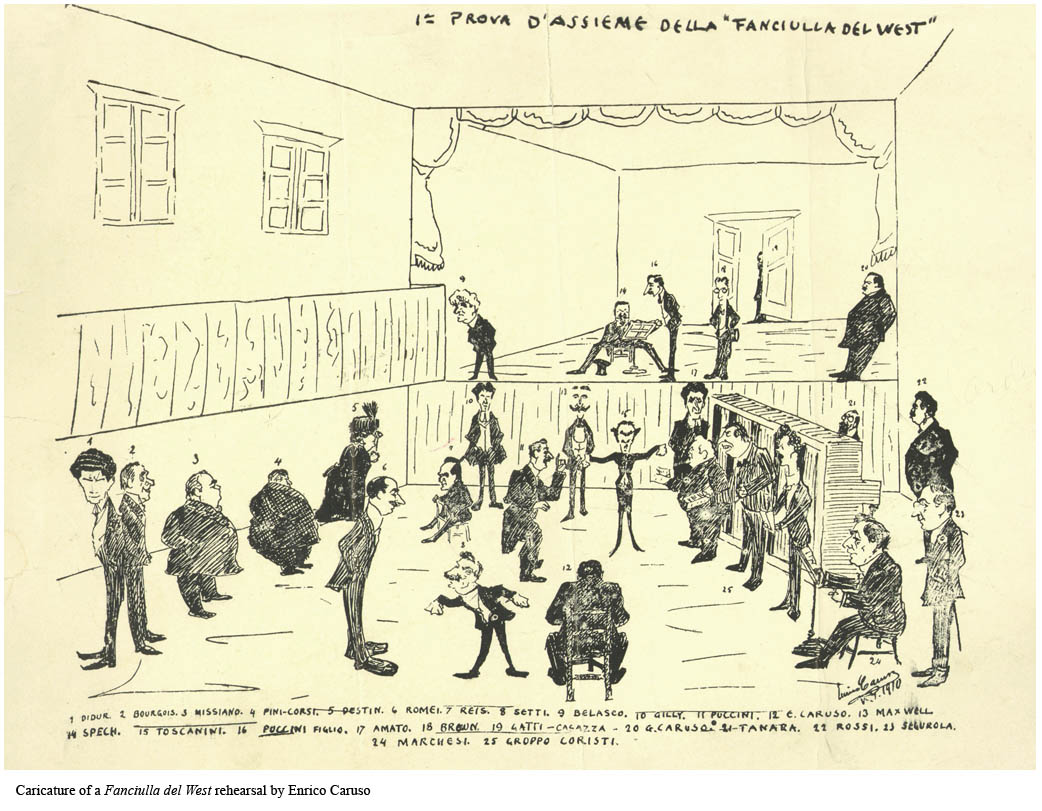
Karikatur von Enrico Caruso zu den Proben zur Premiere von La fanciulla del West

- 10. Dezember: Dirigiert von Arturo Toscanini erfolgt an der Metropolitan Opera in New York die Uraufführung der Oper La fanciulla del West (Das Mädchen aus dem goldenen Westen) von Giacomo Puccini nach dem gleichnamigen Schauspiel von David Belasco.
- 28. Dezember: An der Metropolitan Opera in New York wird die zweite Fassung von Engelbert Humperdincks melodramatischer Oper Königskinder mit dem überarbeiteten Libretto von Elsa Bernstein unter der Leitung von Alfred Hertz uraufgeführt. Die Urfassung hatte 1897 in München Premiere.

#### Operette
- 08. Januar: Am Carltheater in Wien findet die Uraufführung der Operette Zigeunerliebe von Franz Lehár statt. Das Libretto stammt von Alfred Maria Willner und Robert Bodanzky. Lehár kann mit dem Stück jedoch nicht ganz an den Erfolg von Die lustige Witwe aus dem Jahr 1905 anschließen.
- 26. Februar: Am Wilhelm-Theater in Magdeburg wird die Operette Die keusche Susanne von Jean Gilbert uraufgeführt.
- 02. April: Am Residenztheater in Dresden findet die Uraufführung der Operette Der letzte Jonas von Rudolf Dellinger statt.
- 22. Juli: In Wien wird die Operette Vindobona, du herrliche Stadt (Venedig in Wien) von Leo Ascher uraufgeführt.
- 14. Oktober: Die Operette Der unsterbliche Lump von Edmund Eysler hat mit überwältigendem Erfolg ihre Uraufführung am Wiener Bürgertheater. Das Libretto stammt von Felix Dörmann.
- 28. Oktober: Uraufführung der Operette Das Glücksmädel von Robert Stolz im Raimundtheater in Wien.
- 03. November: In Wien wird die Operette Der fromme Silvanus von Leo Ascher uraufgeführt.
- 19. November: Die Uraufführung der Operette Die schöne Risette von Leo Fall findet in Wien statt. Im gleichen Jahr kommt auch die Operette Das Puppenmädel ebenfalls von Leo Fall heraus.

Weitere Uraufführungen von Bühnenwerken
- Leo Ascher: Neben den am 22. Juli und 3. November uraufgeführten Operetten brachte er in diesem Jahr auch noch die Operetten Rampsenit, Das Salonfräulein und Die keusche Suzanne heraus.
- Richard Heuberger: Don Quixote (Operette)
- Robert Stolz: Grand Hotel Excelsior (Operette)
- Ralph Benatzky: Ein Komet kommt (Operette); Der Nachtwächter (Komische Oper); Der Record (Operette); Die Walzerkomtesse (Operette); Der Walzer von heute Nacht (Operette)

### Sonstiges
- Das patriotische Lied America the Beautiful wird mit der Vertonung von Samuel A. Ward des von Katharine Lee Bates verfassten Gedichts erstmals veröffentlicht.

- Der Anwalt Fred Weatherly verfasst mit Danny Boy einen Text zur Melodie A Londonderry Air, der heutigen Nationalhymne Nordirlands.

## Geboren

### Januar
- 02. Januar: Renato Dionisi, italienischer Komponist und Musikpädagoge († 2000)
- 06. Januar: Karl Heinrich Wörner, deutscher Musikwissenschaftler, Musikschriftsteller und Hochschullehrer († 1969)
- 08. Januar: Galina Sergejewna Ulanowa, russische Primaballerina († 1998)
- 09. Januar: Henriette Puig-Roget, französische Organistin, Pianistin und Komponistin († 1992)
- 10. Januar: Gertrude Godwyn Bunzel, US-amerikanische Choreographin und Tanzpädagogin österreichischer Herkunft († 1986)
- 11. Januar: Johannes Dietz Degen, deutsch-schwedischer Musikwissenschaftler († 1989)

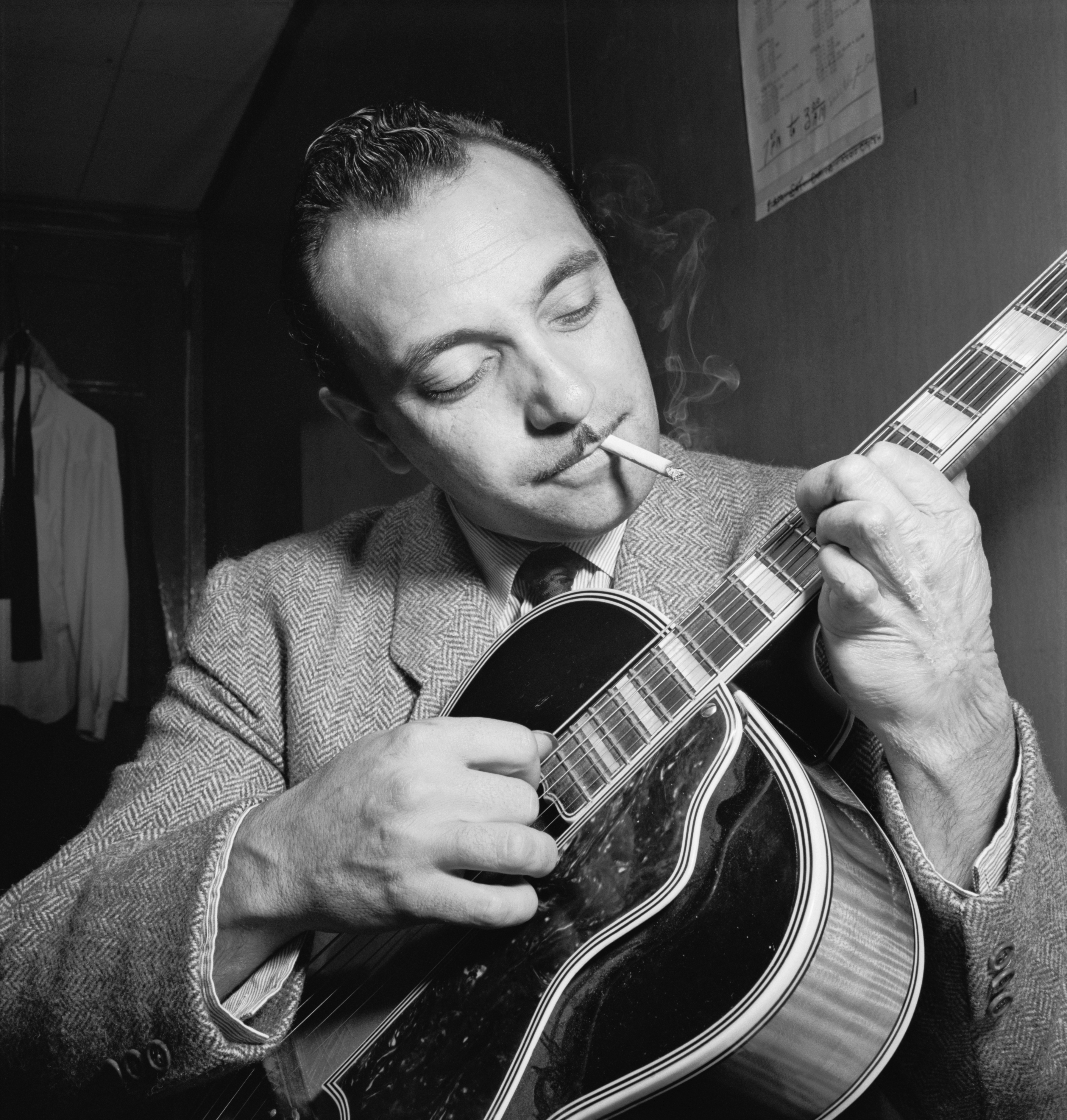
Django Reinhardt; * 23. Januar

- 23. Januar: Django Reinhardt, belgisch-französischer Jazzmusiker († 1953)
- 26. Januar: Little Shoe, US-amerikanische Country-Musikerin († unbekannt)

### Februar
- 02. Februar: Bob Laine, US-amerikanischer Jazzmusiker schwedischen Ursprungs († 1987)
- 03. Februar: Blas Galindo, mexikanischer Komponist († 1993)
- 04. Februar: František Rauch, tschechischer Pianist und Musikpädagoge († 1996)
- 05. Februar: Michail Ignátieff, deutscher Musiker († 1991)
- 07. Februar: Elisabeth Reichelt, deutsche Kammersängerin und Koloratursopranistin († 2001)
- 09. Februar: István Arató, ungarischer Komponist († 1980)

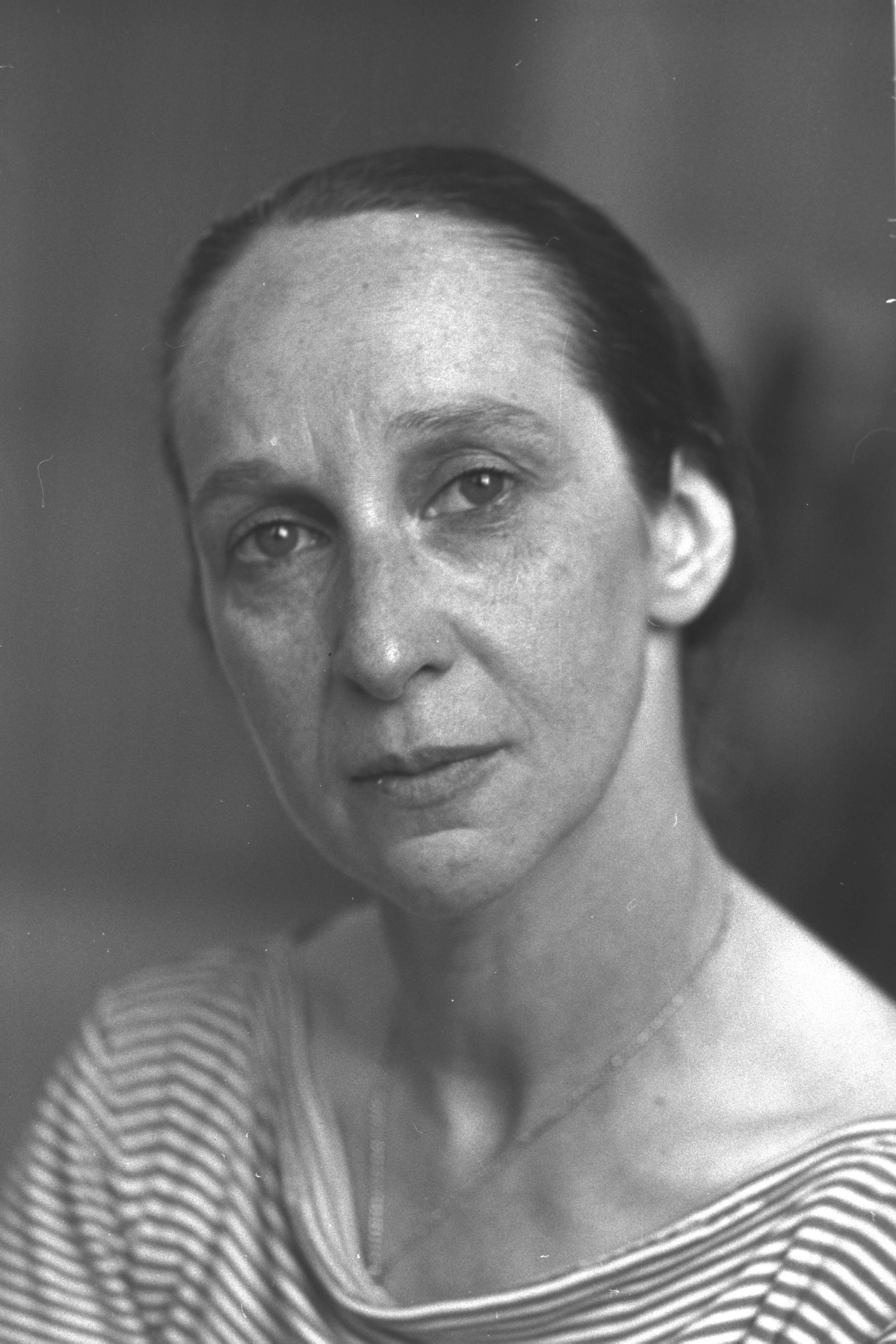
Anna Sokolow; * 9. Februar

- 09. Februar: Anna Sokolow, US-amerikanische Tänzerin und Choreographin († 2000)
- 10. Februar: Maria Cebotari, moldawische Opernsängerin († 1949)
- 12. Februar: Yoshida Takako, japanische Komponistin, Autorin und Aktivistin († 1956)
- 13. Februar: Elsa Barraine, französische Komponistin († 1999)
- 15. Februar: Stanley Vann, britischer Komponist, Organist und Chorleiter († 2010)
- 16. Februar: Jewgeni Kirillowitsch Golubew, russischer Komponist († 1988)
- 16. Februar: Rudolf von Oertzen, deutscher Kirchenmusiker und Komponist († 1990)
- 17. Februar: Alfred Mendelsohn, rumänischer Komponist († 1966)
- 26. Februar: Olav Roots, estnischer Dirigent und Pianist († 1974)
- 28. Februar: Roman Maciejewski, polnischer Komponist, Pianist und Dirigent († 1998)

### März
- 02. März: Harry Blech, britischer Dirigent und Violinist († 1999)

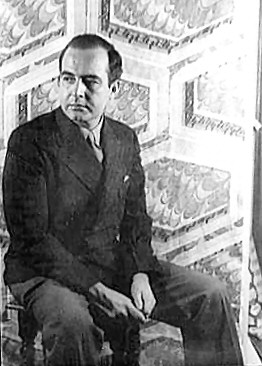
Samuel Barber; * 9. März

- 09. März: Samuel Barber, US-amerikanischer Komponist († 1981)
- 09. März: Francisco Carreño, venezolanischer Musiker, Komponist, Musikpädagoge und Folklorist († 1965)
- 12. März: Juanita Larrauri, argentinische Tangosängerin und Politikerin († 1990)
- 12. März: Wachtang Tschabukiani, georgischer Tänzer und Choreograph († 1992)
- 13. März: José María Cervera Lloret, spanischer Komponist und Professor († 2002)
- 16. März: Bob Lessey, US-amerikanischer Jazzmusiker († 1989)
- 16. März: Yank Rachell, US-amerikanischer Blues-Musiker († 1997)
- 21. März: Gustav Neidlinger, deutscher Sänger († 1991)
- 24. März: Jacques Chailley, französischer Musikwissenschaftler, Musikpädagoge und Komponist († 1999)
- 25. März: Magda Olivero, italienische Opernsängerin († 2014)
- 28. März: Leonhard Märker, austroamerikanischer Komponist († 1993)

### April
- 01. April: Ace Harris, US-amerikanischer R&B- und Jazzmusiker († 1964)
- 04. April: Georgette Hagedoorn, niederländische Sängerin, Schauspielerin, Regisseurin und Rezitatorin († 1995)
- 08. April: Else Boy, deutsche Theater- und Filmschauspielerin sowie Sängerin († 2001)
- 08. April: Nils Schiørring, dänischer Musikwissenschaftler († 2001)
- 10. April: Abu-Bakr Mahmoud Khairat, ägyptischer Komponist († 1963)
- 13. April. Aloys Fleischmann, irischer Komponist, Dirigent, Musikwissenschaftler und Hochschullehrer († 1992)
- 14. April: Zilphia Horton, US-amerikanische Aktivistin und Musikerin († 1956)
- 15. April: Bracha Zefira, israelische Sängerin und Schauspielerin († 1990)
- 16. April: Erich Röhn, deutscher Violinist († 1985)
- 26. April: Erland von Koch, schwedischer Komponist und Professor († 2009)
- 27. April: Werner Thomas, deutscher Musikhistoriker, Pädagoge, Gymnasialdirektor, Freund und Mitarbeiter von Carl Orff († 2011)
- 30. April: Pierre Lantier, französischer Komponist († 1998)
- 30. April: Rosita Montemar, argentinische Tangosängerin († 1976)

### Mai
- 02. Mai: Maurice Rauch, US-amerikanischer jüdischer Komponist, Chorleiter und Pianist († 1994)
- 05. Mai: Willy Steiner, deutscher Dirigent und Geiger († 1975)
- 08. Mai: Carl Seemann, deutscher Pianist († 1983)

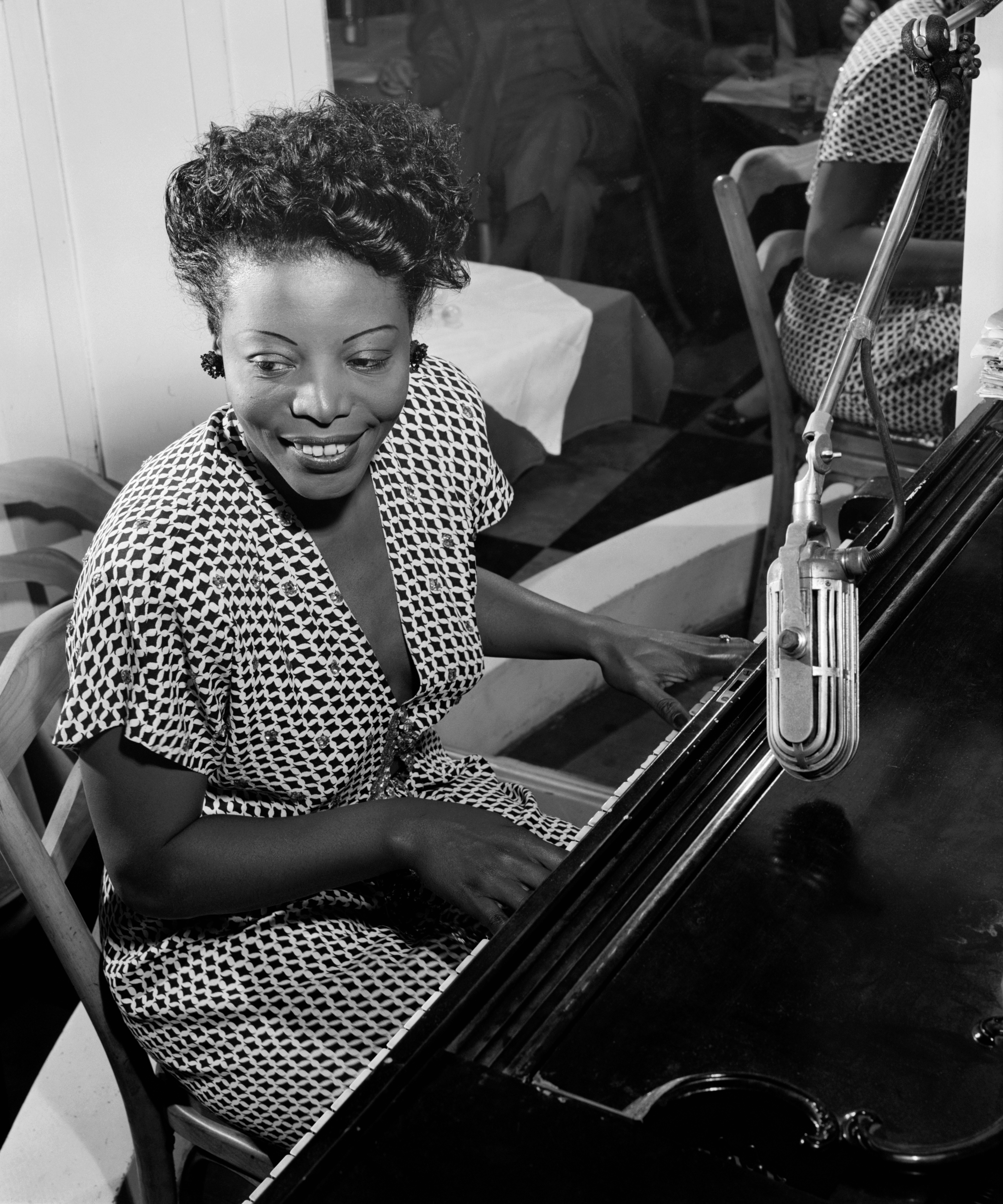
Mary Lou Williams; * 8. Mai

- 08. Mai: Mary Lou Williams, US-amerikanische Jazz-Pianistin, -komponistin und -arrangeurin († 1981)
- 14. Mai: Gʻulom Abdurahmonov, sowjetischer Opernsänger (Tenor) († 1987)
- 18. Mai: Friedrich Tilegant, deutscher Dirigent und Violinist († 1968)
- 22. Mai: Gilberte Martin, kanadische Pianistin und Musikpädagogin († 1999)
- 23. Mai: Scatman Crothers, US-amerikanischer Sänger und Schauspieler († 1986)
- 23. Mai: Artie Shaw, US-amerikanischer Jazzmusiker und Schriftsteller († 2004)
- 24. Mai: Semiha Berksoy, türkische Opernsängerin, Malerin und Schauspielerin († 2004)
- 24. Mai: Marģeris Zariņš, lettischer Komponist und Schriftsteller († 1993)

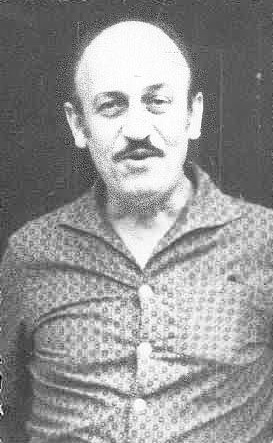
Eddie Rosner; * 26. Mai

- 26. Mai: Eddie Rosner, deutscher, polnischer und sowjetischer Jazzmusiker († 1976)
- 28. Mai: T-Bone Walker, US-amerikanischer Blues-Musiker († 1975)

### Juni
- 06. Juni: G. N. Balasubramaniam, indischer Sänger, Komponist und Schauspieler († 1965)
- 10. Juni: Howlin’ Wolf, US-amerikanischer Blues-Musiker († 1976)
- 11. Juni: Carmine Coppola, US-amerikanischer Musiker und Komponist († 1991)
- 11. Juni: Jiang Wenye, chinesischer Komponist († 1983)
- 13. Juni: Willy Hardmeyer, Schweizer Organist, Orgelbauexperte und Autor († 1986)
- 14. Juni: Rudolf Kempe, deutscher Dirigent († 1976)
- 14. Juni: Jean Leduc, kanadischer Organist, Pianist und Musikpädagoge († 2008)
- 15. Juni: Walter Hubert Weiss, deutscher Jazz- und Bigband-Musiker († 1950)
- 17. Juni: Red Foley, US-amerikanischer Country-Musiker († 1968)
- 17. Juni: H. Owen Reed, US-amerikanischer Komponist († 2014)
- 20. Juni: Konstantin Arsenjewitsch Simeonow, sowjetisch-ukrainischer Dirigent († 1987)
- 21. Juni: Béla Tardos, ungarischer Komponist († 1966)
- 22. Juni: Willy Berking, deutscher Orchesterleiter und Komponist († 1979)
- 22. Juni: Peter Pears, britischer Tenor († 1986)
- 23. Juni: Milton Hinton, US-amerikanischer Jazz-Musiker († 2000)
- 27. Juni: Karel Reiner, tschechischer Komponist († 1979)

### Juli
- 05. Juli: Annemarie Jürgens, argentinisch-deutsche Schauspielerin und Sopranistin († 1988)
- 06. Juli: Emil Specht, deutscher Tontechniker beim Film († nach 1960)
- 08. Juli: Achim Stoia, rumänischer Komponist, Dirigent, Hochschullehrer und Musikethnologe († 1973)
- 15. Juli: Ronald Binge, britischer Komponist († 1979)
- 16. Juli: Hans Gerig, deutscher Musikverleger († 1978)
- 16. Juli: Elmer Schoettle, US-amerikanischer Pianist, Komponist, Musikpädagoge und -wissenschaftler († 1973)
- 18. Juli: Oskar Sala, deutscher Komponist und Physiker († 2002)
- 29. Juli: Günter Bergmann, deutscher Mathematiker, Botaniker und Komponist und Hochschullehrer († 1998)
- 31. Juli: Ted Grouya, US-amerikanischer Komponist rumänischer Herkunft († 2000)

### August
- 04. August: William Schuman, US-amerikanischer Komponist († 1992)
- 06. August: Nikolai Pawlowitsch Budaschkin, sowjetischer Komponist († 1988)
- 06. August: Magda Rigó, ungarische Opernsängerin († 1985)
- 06. August: Erich Schmidt, deutscher Kirchenmusiker († 2005)
- 06. August: Erwin Christian Scholz, österreichischer Pianist, Komponist und Musikwissenschaftler († 1977)

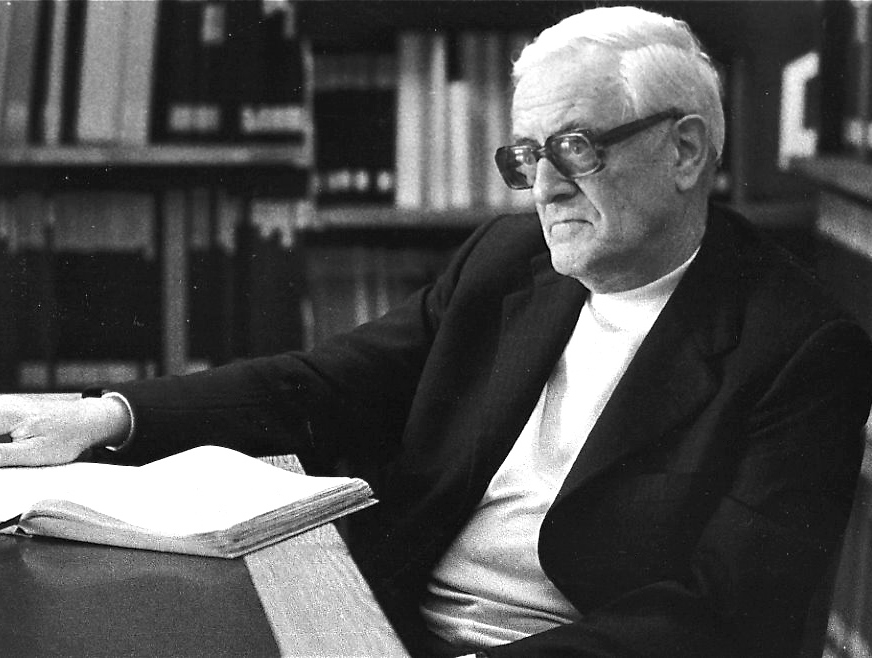
Heinrich Sutermeister; * 12. August

- 12. August: Heinrich Sutermeister, Schweizer Komponist († 1995)
- 14. August: Ottorino Gentilucci, italienischer Komponist und Musikwissenschaftler († 1987)
- 14. August: Pierre Schaeffer, französischer Komponist († 1995)
- 17. August: Roberto Kinsky, argentinischer Dirigent († 1977)
- 25. August: Ethel Stark, kanadische Dirigentin, Violinistin und Musikpädagogin († 2012)
- 28. August: John Richbourg, US-amerikanischer Radiomoderator, Musikproduzent und -manager († 1986)
- 29. August: Roberto Pineda Duque, kolumbianischer Komponist († 1977)

### September
- 10. September: Hans Reznicek, österreichischer klassischer Flötist und Hochschullehrer († 1979)
- 14. September: Rolf Liebermann, Schweizer Komponist und Intendant († 1999)
- 18. September: Leon Stein, US-amerikanischer Komponist († 2002)

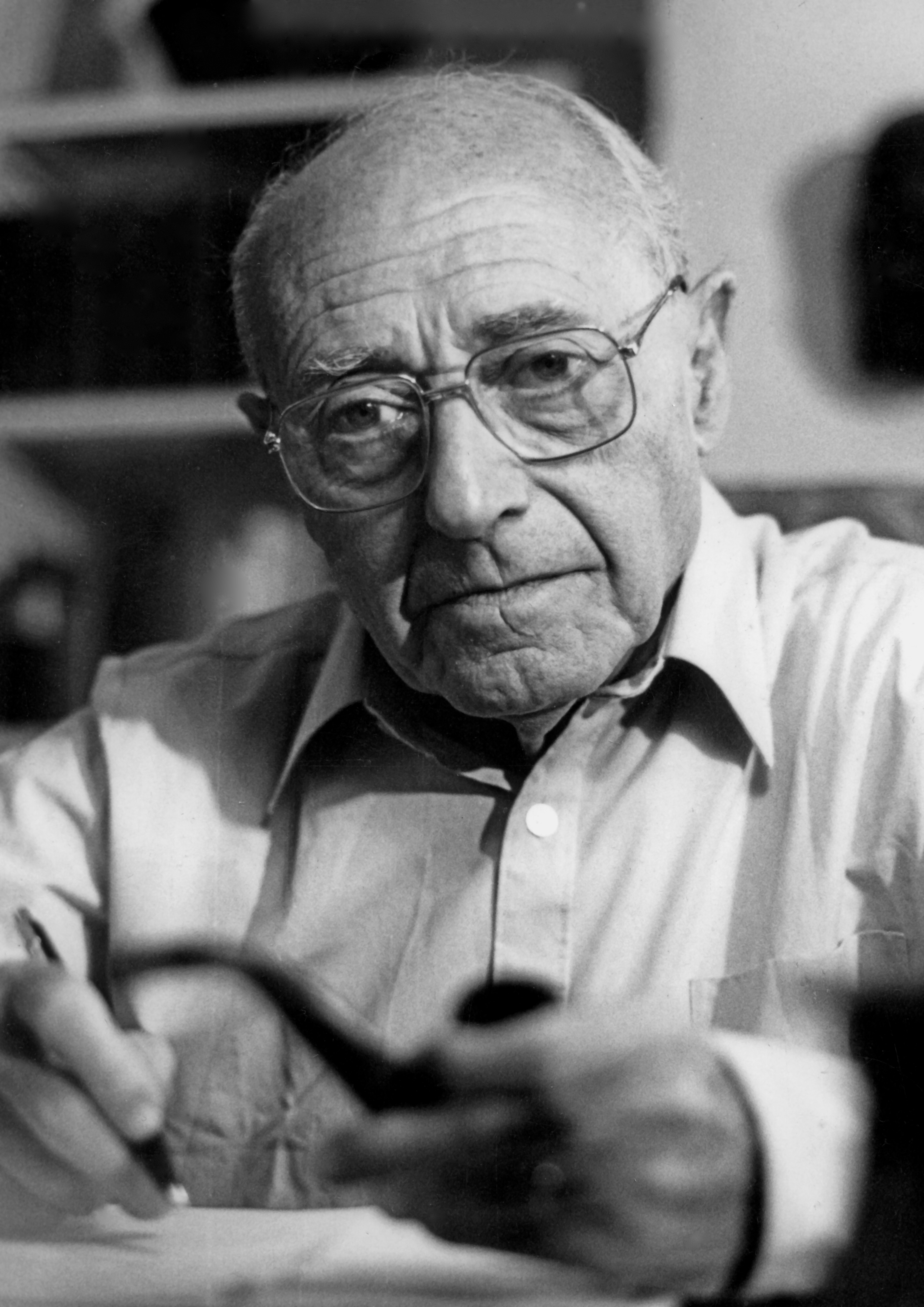
Josef Tal; * 18. September

- 18. September: Josef Tal, israelischer Komponist († 2008)
- 21. September: Meinrad Schütter, Schweizer Komponist († 2006)
- 22. September: Klement Slavický, tschechischer Komponist († 1999)
- 25. September: Alberto Arenas, argentinischer Tangosänger († 1988)
- 25. September: Rosa Lee Hill, US-amerikanische Bluesmusikerin († 1968)
- 29. September: Virginia Bruce, US-amerikanische Schauspielerin und Sängerin († 1982)
- 29. September: Paule Maurice, französische Komponistin († 1967)

### Oktober
- 10. Oktober: Milt Larkin, US-amerikanischer Jazztrompeter († 1996)
- 11. Oktober: Benno Rabinof, US-amerikanischer Violinist jüdisch-russischer Familienherkunft († 1975)
- 13. Oktober: Otto Joachim, deutsch-kanadischer Komponist († 2010)
- 16. Oktober: William Reed, britischer Komponist und Musiker († 2002)
- 18. Oktober: Marje Sink, estnische Komponistin († 1979)
- 18. Oktober: Vojislav Vučković, serbischer Komponist († 1942)
- 22. Oktober: Camilla Kallab, österreichische, später deutsche Opernsängerin († nach 1960)
- 24. Oktober: Malte Johnson, schwedischer Jazz- und Unterhaltungsmusiker (Saxophon) und Orchesterleiter († 2003)
- 25. Oktober: Ernesto Epstein, argentinischer Pianist, Musikwissenschaftler und -pädagoge († 1997)
- 27. Oktober: Folke Eriksberg, schwedischer Jazzmusiker († 1976)
- 30. Oktober: Luciano Sgrizzi, italienischer Pianist, Cembalist und Komponist († 1994)

### November

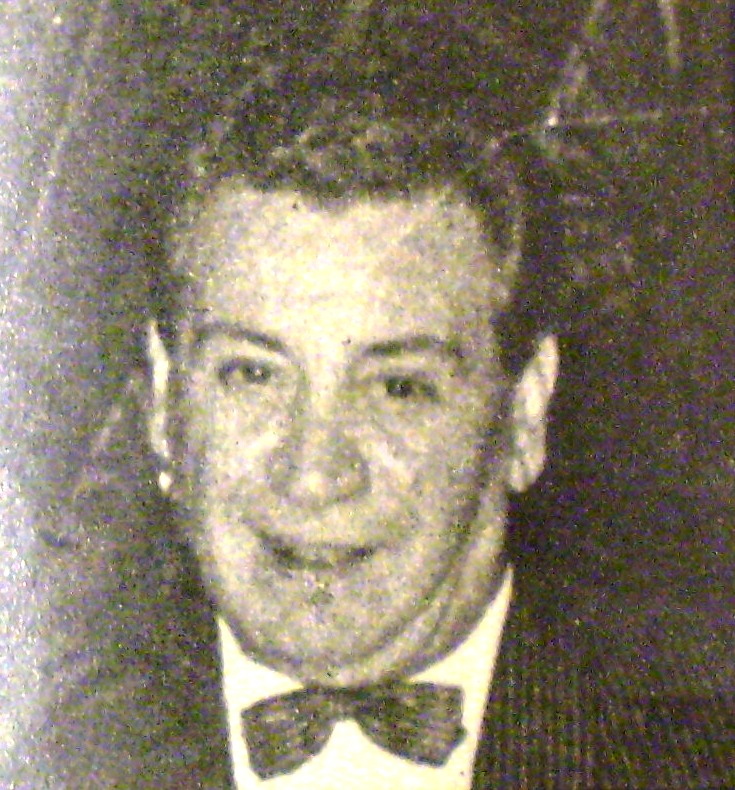
Alfredo De Angelis; * 2. November

- 02. November: Alfredo De Angelis, argentinischer Musiker, Bandleader und Komponist († 1992)
- 08. November: Erika Brüning, deutsche Sängerin, Kabarettistin, Komponistin und Autorin († 1973)
- 10. November: Salvador Contreras, mexikanischer Komponist († 1982)
- 11. November: Raúl Kaplún, argentinischer Geiger, Bandleader und Tangokomponist († 1990)
- 18. November: Edwin Bélanger, kanadischer Geiger, Bratschist und Dirigent († 2005)
- 19. November: Domenico Ceccarossi, italienischer Hornist († 1997)
- 25. November: Willie Smith, US-amerikanischer Altsaxophonist († 1967)
- 27. November: Rodolfo Holzmann, peruanischer Komponist, Musikwissenschaftler und -pädagoge († 1992)
- 29. November: Marthe Lapointe, kanadische Geigerin und Sängerin († unbekannt)

### Dezember

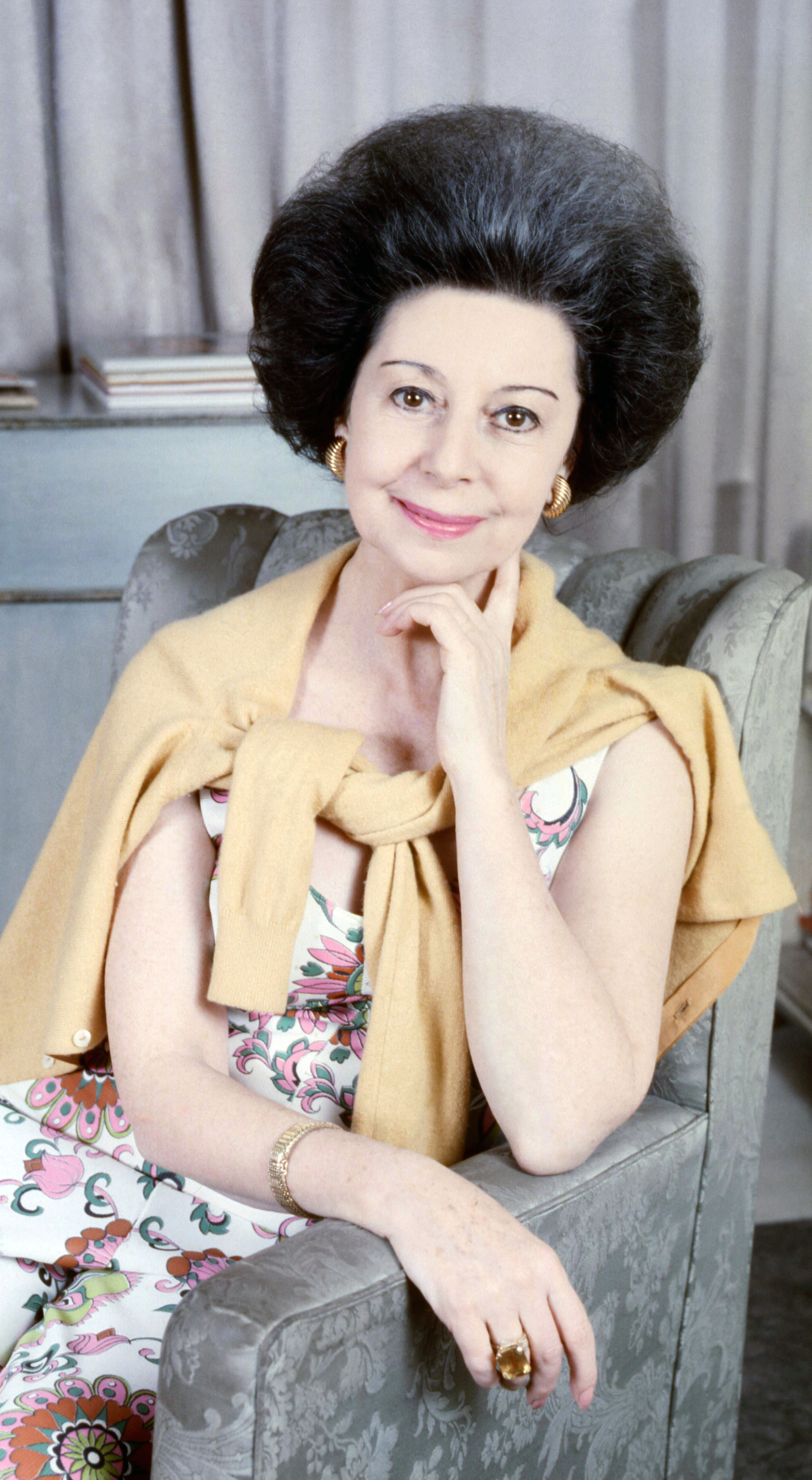
Alicia Markova; * 1. Dezember

- 01. Dezember: Alicia Markova, englische Primaballerina des klassischen Balletts († 2004)
- 01. Dezember: Georg Reichert, deutscher Musikwissenschaftler († 1966)
- 07. Dezember: Edmundo Ros, Orchesterleiter, Schlagzeuger, Sänger und Musikproduzent aus Trinidad und Tobago († 2011)
- 12. Dezember: Henri Challan, französischer Komponist († 1977)
- 12. Dezember: René Challan, französischer Komponist († 1978)
- 14. Dezember: Budd Johnson, US-amerikanischer Jazz-Saxophonist, Klarinettist und Arrangeur († 1984)
- 15. Dezember: John Hammond, US-amerikanischer Plattenproduzent, Musiker und Musikkritiker († 1987)
- 16. Dezember: Stanojlo Rajičić, serbischer Komponist († 2000)
- 17. Dezember: Spade Cooley, US-amerikanischer Country-Musiker und Bandleader († 1969)
- 24. Dezember: Yannis Papaioannou, griechischer Komponist († 1989)
- 30. Dezember: Paul Bowles, US-amerikanischer Schriftsteller und Komponist († 1999)
- 31. Dezember: Mallikarjun Mansur, indischer Sänger († 1992)

### Genaues Geburtsdatum unbekannt
- Natália de Andrade, portugiesische Opernsängerin († 1999)
- Petronella Boser, deutsche Mezzosopranistin († 1994)
- Eddie Mapp, US-amerikanischer Blues-Mundharmonikaspieler († 1931)
- Éliane Richepin, französische Pianistin, Musikpädagogin und Komponistin († 1999)
- Wolfgang Stumme, deutscher Musiklehrer und NSDAP-Parteifunktionär († 1994)

### Geboren um 1910
- Pola Braun, polnische Komponistin, Pianistin und Dichterin († 1943)
- Bi Kidude, tansanische Taarab-Sängerin († 2013)
- Georges Marion, französischer Jazzmusiker (Schlagzeug) († nach 1979)

## Gestorben

### Todesdatum gesichert
- 29. Januar: Edmond Missa, französischer Komponist (* 1861)
- 12. Februar: Victor Heinisch, deutscher Harfenist und Komponist (* 1866)
- 14. Februar: Ludwig Hartmann, deutscher Komponist und Musikkritiker (* 1836)
- 08. März: Ronald M. Grant, US-amerikanischer Organist und Kirchenmusiker (* 1871)

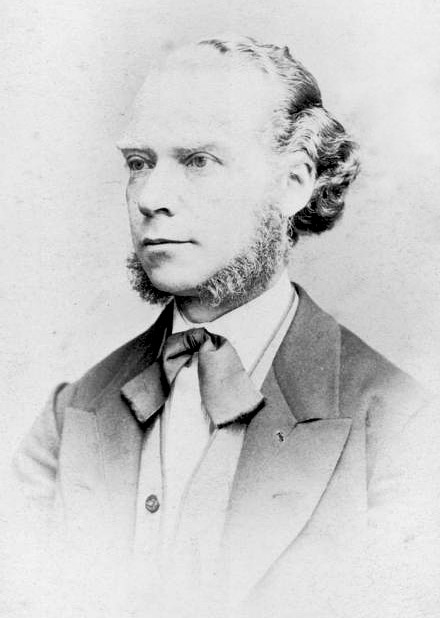
Carl Reinecke; † 10. März

- 10. März: Carl Reinecke, deutscher Komponist (* 1824)
- 12. März: Antonín Vojtěch Horák, tschechischer Komponist und Dirigent (* 1875)
- 17. März: Gustave Lefèvre, französischer Komponist und Musikpädagoge (* 1831)
- 28. März: Édouard Colonne, französischer Dirigent (* 1838)
- 05. April: Andreas Barner, deutscher Organist und Komponist (* 1835)
- 18. Mai: Pauline Viardot-Garcia, Opernsängerin, Komponistin und Gesangslehrerin (* 1821)
- 29. Mai: Mili Alexejewitsch Balakirew, russischer Komponist, Pianist und Dirigent (* 1837)
- 04. Juli: Louis-Albert Bourgault-Ducoudray, französischer Komponist (* 1840)
- 08. Juli: Eusebio Lillo, chilenischer Dichter, Liedtexte, Journalist und Politiker (* 1826)
- 21. Juli: Johan Peter Selmer, norwegischer Komponist (* 1844)
- 03. August: Ludwig Bauer, deutscher Pädagoge, Schriftsteller und Liedtexter (* 1832)
- 16. August: Charles Lenepveu, französischer Komponist und Musikpädagoge (* 1840)
- 28. August: Bruno Hilpert, deutscher Dirigent, Komponist und kaiserlicher Musikdirektor (* 1850)
- 11. September: Wilhelm Henzen, deutscher Dichter, Librettist, Dramaturg und Redakteur (* 1850)
- 15. November: Gustav Roßberg, preußischer Militärmusiker, Militärbeamter und Hochschullehrer (* 1838)
- 12. Dezember: Theodor Krause, deutscher Komponist, Sänger, Chorleiter und Gesangspädagoge (* 1833)
- 25. Dezember: Richard Bartmuß, deutscher Komponist (* 1859)

### Genaues Todesdatum unbekannt
- Julius Oertling, deutscher Violinist, Dirigent und Komponist (* 1833)
- Max Zweiniger, deutscher Komponist und Chorleiter (* 1862)